# Оливер! (мюзикл)
«Оливер!» (англ. Oliver!) — британский мюзикл Лайонела Барта по книге Чарльза Диккенса «Приключения Оливера Твиста».
Премьера состоялась в лондонском Вест-Энде в 1960 году. В 1963 году мюзикл был поставлен на Бродвее, удостоившись нескольких премий «Тони», в том числе в категории «Лучшая оригинальная музыка».
По мюзиклу был снят одноимённый музыкальный кинофильм, который вышел на экраны в 1968 году.